# Championnats d'Europe de karaté 1974
Les championnats du monde de karaté 1974 ont eu lieu à Londres, au Royaume-Uni, en 1974. Cette édition a été la neuvième des championnats d'Europe de karaté senior organisés chaque année par la Fédération européenne de karaté depuis 1966. Un total de 130 athlètes provenant de quinze pays différents y ont participé.

## Résultats

### Épreuves individuelles
| Rang | Pays                 | Karatéka        |
| ---- | -------------------- | --------------- |
| 1    | Allemagne de l'Ouest | Richard Scherer |
| 2    | Spain                | Oliva           |
| 3    | Belgium              | M. Bonhomme     |
| 3    | Switzerland          | Fr. Bonvin      |

| Rang | Pays       | Karatéka        |
| ---- | ---------- | --------------- |
| 1    | Angleterre | William Higgins |
| 2    | ?          | ?               |
| 3    | ?          | ?               |
| 3    | ?          | ?               |

| Rang | Pays     | Karatéka       |
| ---- | -------- | -------------- |
| 1    | Pays-Bas | Jan Kallenbach |
| 2    | ?        | ?              |
| 3    | ?        | ?              |
| 3    | ?        | ?              |

| Rang | Pays   | Karatéka        |
| ---- | ------ | --------------- |
| 1    | Écosse | Robin McFarland |
| 2    | ?      | ?               |
| 3    | ?      | ?               |
| 3    | ?      | ?               |

### Épreuve par équipes
| Rang | Pays    |
| ---- | ------- |
| 1    | France  |
| 2    | BELGIUM |
| 3    | ?       |
| 3    | ?       |